# Макаровка (Горецкий район)
Мака́ровка (бел. Макараўка) — деревня в составе Ленинского сельсовета Горецкого района Могилёвской области Республики Беларусь.

## Население
- 1999 год — 17 человек
- 2010 год — 10 человек